# Touch and Go!!
「Touch and Go!!」（タッチ・アンド・ゴー）は、林原めぐみの8枚目のシングル。1994年11月3日にスターチャイルドから発売された（KIDA-90）。

## 概要
- テレビ東京系列にて放送されたテレビアニメ『BLUE SEED』のエンディングテーマ。
- 後に、「Touch and Go!!」は松浦有希がアルバム『Stella Bambina』（1997年）にて、「-Life-」は岡崎律子がアルバム『Ritzberry Fields』にて、それぞれセルフカバーした。
- オリコン・週間シングルチャートで当時の自己最高位を更新した。
- オープニングテーマ「CARNIVAL・BABEL 〜カルナバル・バベル〜」との両A面シングルが同時発売された。

## 収録曲

### 「Touch and Go!!」
1. Touch and Go!! [4:27]
作詞・作曲・編曲：松浦有希
  - テレビアニメ『BLUE SEED』エンディングテーマ
2. -Life- [4:06]
作詞・作曲：岡崎律子、編曲：岩本正樹、コーラスアレンジ：岡崎律子
3. Touch and Go!! <OFF VOCAL VERSION> [4:27]
4. -Life- <OFF VOCAL VERSION> [4:06]

### 「CARNIVAL・BABEL 〜カルナバル・バベル〜/Touch and Go!!」
1. CARNIVAL・BABEL 〜カルナバル・バベル〜 [3:37]
歌：TAKADA BAND
作詞：松葉美保、作曲：飯塚昌明、編曲：西岡治彦
  - テレビアニメ『BLUE SEED』オープニングテーマ
2. Touch and Go!! [4:27]
歌：林原めぐみ

## 収録アルバム
| 曲名           | 収録アルバム                   | 発売日         | 規格品番        |
| -------------- | ------------------------------ | -------------- | --------------- |
| Touch and Go!! | 『BLUE SEED 音楽編 VOL.1』     | 1994年12月16日 | KICA-226        |
| Touch and Go!! | 『Enfleurage』                 | 1995年3月3日   | KICS-475        |
| Touch and Go!! | 『BLUE SEED 謡』               | 1996年9月21日  | KICA-320        |
| Touch and Go!! | 『スタまにシリーズ●BLUE SEED』 | 2005年11月2日  | KICA-723        |
| Touch and Go!! | 『萌えふぁいやー』             | 2009年10月4日  | NMAX-80005      |
| -Life-         | 『bertemu』                    | 1996年11月1日  | KICS-590        |
| -Life-         | 『VINTAGE DENIM』              | 2021年3月30日  | KICS-3980〜3982 |